# عشق من (فیلم ۱۹۶۵)
عشق من (به هندی: Mere Sanam) یا عاشق من (به انگلیسی: My Lover) فیلمی هندی محصول سال ۱۹۶۵ و به کارگردانی آمار کومار است. در این فیلم بازیگرانی همچون آشا پارک، ممتاز، پران، نظیر حسین و آچالا ساچدف ایفای نقش کرده‌اند.